# Jeffrey Lieber
Jeffrey Lieber er en manuskriptforfatter for både tv og film. Han blev født i Evangston, Illinois, USA og gik på Evanston Township High School. Han er krediteret som medskaber af tv-serien Lost. Per november 2007 har han dog ikke bidraget med noget siden piloten.